# The Green-Eyed Monster (film 1914)
The Green-Eyed Monster è un cortometraggio muto del 1914 diretto da Paul Powell.

## Produzione
Il film fu prodotto dalla Lubin Manufacturing Company.

## Distribuzione
Distribuito dalla General Film Company, il film - un cortometraggio in una bobina - uscì nelle sale cinematografiche USA il 9 ottobre 1914.